# Редути старих укріплень
Редути старих укріплень — комплексна пам'ятка природи місцевого значення. Об'єкт розташований на території Більмацького району Запорізької області, за 1 км на південний схід від села Благовіщенка.
Площа — 4 га, статус отриманий у 1984 році.